# Guzmania mitis
Guzmania mitis är en gräsväxtart som beskrevs av Lyman Bradford Smith. Guzmania mitis ingår i släktet Guzmania och familjen Bromeliaceae. Inga underarter finns listade i Catalogue of Life.